# Литовченко, Алексей Потапович
Алексе́й Пота́пович Лито́вченко (2 июля 1938, станица Магнай, Комсомольский район, Кустанайская область, Казахская ССР, СССР — 11 мая 1992, г. Челябинск, Россия) — советский металлург, государственный и партийный деятель, первый секретарь Челябинского обкома КПСС (1989—1991).

## Биография
Родился в станице Магнай Комсомольского района Кустанайской области Казахской ССР.

### Образование и трудовая деятельность
Окончил в 1966 году МГМИ по специальности «инженер-металлург по автоматизации». Трудовую деятельность начал в 1955 году по окончании школы ФЗО на Магнитогорском металлургическом комбинате электрослесарем. После службы в армии вернулся на комбинат, работал аппаратчиком, мастером, заместителем начальника цеха, начальником листопрокатного цеха № 3, главным прокатчиком предприятия. С 1979 по 1983 год возглавлял партийный комитет ММК, с 1983 по 1984 год работал заместителем директора комбината по капитальному строительству. С 1984 по 1988 год директор, а затем генеральный директор Челябинского металлургического комбината.
Руководя ЧМК, особое внимание уделял вопросам ускорения научно-технического прогресса: только за 1985 год на комбинате было реализовано 249 крупных технических мероприятий. Под руководством Литовченко подготовлены и в рекордно короткие сроки осуществлены реконструкции блюмингов «1300» и «1180», стана «350», коксовой батареи № 1, разработана одна из первых в области программ интенсификации производства.

### Политическая деятельность
В декабре 1988 года избран 2-м секретарём Челябинского обкома КПСС, а с августа 1989 года — 1-м секретарём обкома.
Избирался делегатом 26-го съезда КПСС и 19-й Всесоюзной партийной конференции, народным депутатом России, в областной Совет народных депутатов, членом обкома КПСС, областного Совета профсоюзов. Член ЦК КПСС (1990—1991).
В 1991 году поддержал ГКЧП, за что постоянно подвергался травле со стороны «демократов».
Скончался 11 мая 1992 года в Челябинске. Похоронен на Успенском кладбище.

### Награды
- орден Трудового Красного Знамени (1981)
- орден Октябрьской Революции (1986)